# Jean-Baptiste de Brancas
Jean-Antoine-Baptiste  de Forcalquier de Brancas (Pernes-les-Fontaines, 12 aprile 1693 – Aix-en-Provence, 30 agosto 1770) è stato un arcivescovo cattolico francese.

## Biografia

### Origini
Proviene dalla famiglia dei Brancas, una grande casa nobile siciliana i cui membri arrivarono in Francia nel XIII secolo e la cui fortuna inizia con la nomina cardinalizia a Nicolas da parte del papa avignonese Clemente VII, nel 1378. È il sesto figlio di Henri de Brancas e Dorothée de Chelys. Alla nascita di Jean-Baptiste-Antoine nel 1693, la famiglia è ben consolidata in importanti funzioni da quando suo padre è barone di Castelet e marchese di Céreste. Jean-Baptiste-Antoine studiò al collegio reale dei Borbone ad Aix sotto la direzione dei gesuiti, poi andò a Parigi dove prese parte al Seminario di San Sulpizio tenuto dalla congregazione degli oratoriani. Allo stesso tempo, frequentò corsi di teologia presso la famosa facoltà della Sorbona e la cui fase finale era il dottorato che sostenne nella Sala Aulica dell'arcidiocesi di Parigi.

### Carriera ecclesiastica
Nel 1717, ottenne grazie a suo fratello Louis, intimo del reggente, ottiene l'incarico di abate commendatario dell'abbazia benedettina di Saint-Père de Melun, beneficiando di 4.000 sterline all'anno. Lo stesso anno, fu nominato cappellano del re. Nel 1720 fu eletto agente generale del clero, una funzione che consisteva in una sorta di diplomazia tra il clero della Francia nelle sue assemblee generali e il potere reale.

#### La nomina episcopale
Nel 1725 fu nominato vescovo di La Rochelle da papa Benedetto XIII. Fu consacrato dal cardinale Armand-Gaston-Maximilian de Rohan, vescovo di Strasburgo, nell'ottobre del 1725. Durante il suo episcopato si opporrà, come farà successivamente ad Aix, in modo molto determinato al giansenismo.

#### L'elevazione ad arcivescovo
Nel 1729 ottenne l'arcidiocesi metropolitana di Aix, grazie al sostegno del cardinale de Fleury e del suo predecessore ad Aix. Nel 1729, il patrimonio degli arcivescovi di Aix era abbastanza invidiabile rispetto ad altre diocesi vicine. Esso derivava in gran parte dalle donazione del benevolo Renato d'Angiò nel XV secolo e aveva una rendita 33.000 lire annue. L'arcivescovo aveva anche importanti prerogative poiché era di fatto presidente della camera ecclesiastica di Aix, e in particolare consigliere del parlamento di Provenza. Ma ciò che lo rendeva un fulcro della scacchiera politica della regione era la presidenza dell'assemblea generale delle comunità della Provenza, che come per qualsiasi paese di stato dell'epoca, era l'assemblea rappresentativa che esprimeva sotto forma di petizioni e rimostranze al sovrano i desideri della popolazione, e difendeva i privilegi locali soprattutto in materia fiscale. Infine l'arcivescovo di Aix era anche cancelliere della prestigiosa università della città.
Brancas si mostrò durante il suo mandato molto diligente e non si allontanò quasi mai dalla sua diocesi. Ciò non gli impedì di continuare a coltivare i suoi interessi in tribunale; il suo sostenitore principale fu il cardinale de Fleury e allo stesso modo fu sostenuto dall'influente principe e cardinale de Rohan, suo consacratore, e dal cardinale de Tencin, ministro di stato tra il 1742 e il 1752. Anche Philibert Orry, vicino a Luigi XV, era ben disposto nei suoi confronti. Con il suo clero e i fedeli, Brancas dimostrò tutte le caratteristiche del prelato animato dello spirito della controriforma. Vigilando sul suo clero, pretese sempre da esso una vita esemplare dedicata allo studio e al servizio dei parrocchiani e non esitò ad inviare in esilio i parroci simpatizzanti per il giansenismo. Migliorò le condizioni dei più anziani creando un fondo per le loro pensioni. Prestando particolare attenzione all'insegnamento, moltiplicò gli scritti e le visite pastorali alle parrocchie per garantire che il clero fornisse l'educazione minima anche nei luoghi più remoti. Costruì a proprie spese l'ala occidentale dell'Hotel Dieu d'Aix.

#### Il rapporto tra politica e religione
L'aspetto più sorprendente del suo lungo mandato è il rapporto tra politica e religione. Verso i giansenisti, Brancas fu spietato, incoraggiando la pratica della negazione dei sacramenti, colpendo alcuni sacerdoti in esilio e soprattutto entrando in conflitto aperto con il parlamento di Provenza, la cui maggior parte dei membri è gallicano. Questo conflitto con il parlamento culminerà nel 1755 quando Luigi XV, di fronte all'intransigenza di Brancas, lo manderà in esilio nel castello di Lambesc per calmare le tensioni politiche e religiose. Umiliato, Brancas tornerà al suo palazzo ad Aix nel 1759. Tra il 1760 e il 1770, le lotte continueranno con il parlamento sempre più gallicano e il prelato che difendeva le sue posizioni ultramontane. A questo proposito, la situazione di Aix era rappresentativa della situazione del Regno nel suo insieme. Tanto più che i gesuiti in Provenza occupavano una posizione considerevole ed erano sostenuti da Brancas durante i vari processi che il Parlamento stabilirà contro la compagnia fino al 1763, quando furono esclusi per sempre dalla giurisdizione del tribunale.

## Genealogia episcopale e successione apostolica
La genealogia episcopale è:
- Cardinale Guillaume d'Estouteville, O.S.B.Clun.
- Papa Sisto IV
- Papa Giulio II
- Cardinale Raffaele Sansone Riario
- Papa Leone X
- Papa Paolo III
- Cardinale Francesco Pisani
- Cardinale Alfonso Gesualdo di Conza
- Papa Clemente VIII
- Cardinale Pietro Aldobrandini
- Cardinale Laudivio Zacchia
- Cardinale Antonio Barberini, O.F.M.Cap.
- Cardinale Marcantonio Franciotti
- Cardinale Giambattista Spada
- Cardinale Carlo Pio di Savoia
- Arcivescovo Ercole Visconti
- Cardinale Wilhelm Egon von Fürstenberg
- Cardinale Armand-Gaston-Maximilien de Rohan de Soubise
- Arcivescovo Jean-Baptiste de Brancas

La successione apostolica è:
- Vescovo Louis-Albert Joly de Choin † (1738)
- Vescovo Claude de Cabannes † (1739)
- Vescovo Joseph-François de Cadenet de Charleval † (1740)
- Vescovo Joseph Bruno de Bausset-Roquefort † (1746)

## Opere
- (FR) Catéchisme ou abrégé de la doctrine chrétienne, 1770.
- (FR) Grand catéchisme par demandes et par réponses composé par Mgr Jean-Baptiste Antoine de Brancas, archevêque d'Aix, à l'usage de son diocèse, 1738.